# Приходной Максим Сергійович
Максим Сергійович Приходной (нар. 27 жовтня 1992, Сімферополь, Україна) — український футболіст, півзахисник.

## Життєпис
Футболом розпочав займатися з 6-ти років у СДЮШОР «Таврія». Перший тренер — А. П. Білозерський. У клубній структурі сімферопольців перебував з 2004 року. У молодіжній команді зіграв 79 матчів, забив 10 голів. У Прем'єр-лізі дебютував 26 травня 2013 року в грі проти луганської «Зорі». Всього в першій команді зіграв 16 матчів, проводячи на полі по декілька хвилин. Грав на позиції нападника, але після приходу в команду тренерського штабу зі Швейцарії на чолі з П'єром-Андре Шурманом, був переведений на позиції правого хавбека. Покинув команду влітку 2014 року, після того, як «таврійці» припинили існування.
Після розвалу кримського клубу перебував у пошуку нового місця роботи. Разом з колишнім партнером по «Таврії» Сергієм Мельником їздив на перегляд у ФК «Юрмала», який виступає у вищій лізі Латвії, проте уклав контракт з українським клубом-дебютантом першої ліги «Гірник-спорт». Через декілька місяців під час зимової перерви в чемпіонаті комсомольський клуб вирішив попрощатися з футболістом. Тренер «гірників» Ігор Жабченко так прокоментував це рішення: «Максим може й не отримував достатньо ігрового часу, але отримані шанси не зумів використати. У нього досить хороших якостей, але виконувати чорнову роботу в обороні він не дуже любить. Виконувати того обсягу роботи, який я вимагаю, він не хотів або не міг».
Влітку 2015 року перебрався до тимчасово купованого Криму, де став гравцем клубу ТСК. Згодом виступав за інші місцеві окупаційні команди «Кримтеплиця», «Гвардієць» та «Спарта-КТ».